# Henry Freulich
Henry Freulich (* 14. April 1906 in New York City; † 4. Dezember 1985 in Los Angeles, Kalifornien) war ein US-amerikanischer Kameramann.

## Leben
Henry Freulich kam 1923 zum Film und begann seine Karriere als Kameraassistent und Standfotograf bei den Universal Studios, wo er vier Jahre lang blieb. Anschließend arbeitete er sieben Jahre lang als Standfotograf und zweiter Kameramann bei den First National Pictures. Dort wirkte er beispielsweise an der Seite des Chefkameramanns Sidney Hickox bei dem 1929 entstandenen Film Footlight and Fools.
Nachdem Warner Bros. das Produktionsstudio übernahm, wechselte er zu Columbia Pictures, wo er später zum Chefkameramann aufstieg. Er drehte ausschließlich B- und C-Produktionen (Western, Krimis und Komödien sowie diverse Serienprodukte wie die Blondie-Filmchen), darunter über diverse Stooges-Filme, und war, nachdem er im Zweiten Weltkrieg als Kameramann im Pazifikkrieg diente, bis zu seinem Karriereende 1968 an über 200 Film- und Fernsehproduktionen beteiligt.
Am 4. Dezember 1985 verstarb er im Schlaf in seinem Haus in Los Angeles.

## Filmografie (Auswahl)
- 1927: Susannes erstes Abenteuer (Naughty But Nice) (Standfotograf)
- 1935: Das öffentliche Ärgernis (The Public Menace)
- 1935: Juwelendieb Nummer 1 (The Lone Wolf Returns)
- 1935: Spiel mit dem Feuer (Grand Exit)
- 1936: Meet Nero Wolfe
- 1938: Im Namen des Gesetzes (I Am the Law)
- 1938: There’s Always a Woman
- 1938: Who Killed Gail Preston?
- 1938: Blondie
- 1939: Blondie Meets the Boss
- 1939: Blondie Takes a Vacation
- 1939: Blondie Brings Up Baby
- 1940: Blondie on a Budget
- 1940: Blondie Has Servant Trouble
- 1940: Blondie Plays Cupid
- 1941: Blondie Goes Latin
- 1941: Blondie in Society
- 1942: Blondie Goes to College
- 1942: Blondie’s Blessed Event
- 1942: Blondie for Victory
- 1942: Atlantic Convoy
- 1947: Das Lied der sechs Unterhosen (Sing a Song of Six Pants)
- 1948: Thunderhoof
- 1949: Die Braut des Maharadscha (Song of India)
- 1949: Verführt (Not Wanted)
- 1950: Auf Winnetous Spuren (The Iroquois Trail)
- 1950: Beware of Blondie
- 1950: Die Jahre der Lüge (The Vicious Years)
- 1951: Das zweite Gesicht des Dr. Jekyll (The Son of Dr. Jekyll)
- 1951: Der nächtliche Reiter (The Lady and the Bandit)
- 1951: Die Mündung vor Augen (Under the Gun)
- 1952: Sein Freund, der Lederstrumpf (The Pathfinder)
- 1953: Auf Kriegspfad ´(Conquest of Cochise)
- 1953: Der rote Dolch (Flame of Calcutta)
- 1953: Die Schlange vom Nil (Serpent of the Nile)
- 1953: Gefangen in der Kasbah (Prisoners of the Casbah)
- 1953: Piraten an Bord (Prince of Pirates)
- 1953: Stunde der Abrechnung (Ambush at Tomahawk Gap)
- 1953: Zaubernächte des Orients (Siren of Bagdad)
- 1954: Das Zigeunermädchen von Sebastopol (Charge of the Lancers)
- 1954: Der Kuß und das Schwert (The Iron Glove)
- 1954: Gangster, Spieler und ein Sheriff (Masterson of Kansas)
- 1954: Der Empörer (The Saracen Blade)
- 1955: The Crooked Web
- 1955: Das Grauen aus der Tiefe (It Came from Beneath the Sea)
- 1955: Die große Masche (Chicago Syndicate)
- 1955: Häuptling Schwarzer Pfeil (Seminole Uprising)
- 1955: Herrscher des Dschungels (Jungle Moon Men)
- 1955: Die Intrige der Lily Scarlett (Duel on the Mississippi)
- 1955: Die Piraten von Tripoli (Pirates of Tripoli)
- 1956: Alarm an Ölturm 3 (The Houston Story)
- 1956: Big Dans Vermächtnis (He Laughed Last)
- 1956: Präriebanditen (Reprisal)
- 1957: Reif für den Galgen (The Hard Man)
- 1957: Der 27. Tag (The 27th Day)
- 1958: Brückenkopf Tarawa (Tarawa Beachhead)
- 1959: Der Henker wartet schon (Good Day for a Hanging)